# ميكو كويفيستو
ميكو كويفيستو (بالفنلندية: Mikko Koivisto)‏ مواليد 18 أبريل 1987، هو لاعب كرة سلة فنلندي بدأ مسيرته الاحترافية في سنة 2003 يلعب مع فريق سكايلاينرز فرانكفورت في الدوري الألماني لكرة السلة ويحمل الرقم 4. يبلغ طوله 6 قدم 5 بوصة (2.0 م).

## فرق لعب لها
- سكايلاينرز فرانكفورت

## روابط خارجية
- ميكو كويفيستو على موقع الاتحاد الدولي لكرة السلة (الإنجليزية)
- ميكو كويفيستو على موقع كرة السلة الأوروبية.كوم (الإنجليزية)
- ميكو كويفيستو على موقع كلية كرة السلة في سبورتس رفرنس.كوم (الإنجليزية)
- ميكو كويفيستو على موقع ريلجم (الإنجليزية)
- ميكو كويفيستو على موقع بروبوليرز (الإنجليزية)
- ميكو كويفيستو على موقع سبورتس رفرنس (الإنجليزية)